# Liste des familles reçues aux Honneurs de la Cour
Jacques de Marsay met en garde contre les listes établies au XIXe siècle. Elles apparaissent toutes, dit-il, comme des listes partielles. Pour les années 1788 et 1789 il n’est pas toujours possible de discerner si (la) présentation a eu lieu effectivement. Il cite André Borel d’Hauterive qui affirme que ces listes ont presque toutes autant de fautes que de lignes et présente son ouvrage « La Nomenclature générale des personnes admises aux Honneurs de la Cour » comme l’un des plus sérieux en en faisant toutefois remarquer les noms oubliés . Il estime aussi que malgré l’appréciation défavorable d'André Borel d’Hauterive, la liste publiée dans le « Nobiliaire Universel de Saint Allais » reste une des plus sérieuses nomenclatures connues. Selon Francois Bluche sa propre liste n’est pas non plus exempte de critique .
La liste la plus récente des familles admises aux honneurs de la Cour a été établie en 1958 par François Bluche. Il n’a fait usage que des sources officielles : listes certifiées conforme de la petite écurie du roi, registre de la maison du roi donnant le nom des dames présentées, comptes rendus des présentations ou des entrées de carrosses parues dans La Gazette de France.
Pour Francois Bluche, la plus grande difficulté dans l’établissement des listes vient de ce que les personnes apparaissent avec les orthographes les plus variées et généralement sous leur seul nom de terre, ce qui rend difficile la restitution des patronymes. Selon lui le dépouillement méthodique des fonds Chérin est la plus sûre des vérifications pour établir une telle liste.
Régis Valette estime que sur les 880 familles de la noblesse française reçues aux honneurs de la Cour, 280 familles subsistent actuellement.
Nicolas Piot donne les dates de réception aux honneurs de la Cour pour les familles subsistantes.
André Borel d'Hauterive donne les dates pour les familles admises, avec les titres de présentation.

## Familles reçues aux Honneurs de la Cour
La liste, ci-dessous, est celle de François Bluche dont les noms ont été recopiés par Régis Valette.
| Nom porté à l’admission selon Bluche                              | Dates d'admission - Mention de l'avis du généalogiste du Roi pour les anciennetés supérieures à 1400.                                          | Sources                                                    |
| ----------------------------------------------------------------- | --- | ---------------------------------------------------------- |
| Abarca y Bolea                                                    | 1780, 1787 | Bluche                                                     |
| Abbadie de Livron (d’)                                            | 1787, 1788, 1790 - "Cette famille n’est connue avec certitude que depuis 1595 et même ne prouve sa filiation que depuis 1618 " (Chérin)        | Bluche                                                     |
| Abzac de la Douze (d')                                            | 1781, 1787 "Maison citée dès 1158, preuves en 1287 "                                                                                           | Bluche Valette , Piot                                      |
| Ache de Marboeuf (d’)                                             | 1766 - | Bluche                                                     |
| Acres de l'Aigle (des)                                            | 1774, 1785 - "La Maison des Acres passe pour l'une des plus anciennes pour avoir pris son nom d'un fief aujourdhuy réuni à Senonches" (Chérin) | Borel d'H., Valette (éd. 1989)                             |
| Adhémar (d’)                                                      | 1765, 1772 - "La maison d’Adhémar (…) est l’une de plus anciennes et des plus illustres. (Beaujon) "                                           | Bluche , Valette, Piot                                     |
| Affry                                                             | 1767, 1772 | Borel d'H.                                                 |
| Agoult                                                            | 1770, 1781, 1782 | Borel d'H.                                                 |
| Albert de Luynes (d')                                             | 1730, 1735, 1760, 1770 et 1777 | Valette, Piot, Borel d'H.                                  |
| Albignac (d')                                                     | 1773 et 1774 | Valette, Piot                                              |
| Albon (d')                                                        | 1772 et 1786 | Valette, Piot                                              |
| Allonville                                                        | 1787, 1788 | Borel d'H.                                                 |
| Aloigny                                                           | 1783 | Borel d'H.                                                 |
| Altier (Borne d')                                                 | 1771, 1789 | Borel d'H.                                                 |
| Amphernet de Pontbellanger (d')                                   | 1784 et 1789 | Valette, Piot                                              |
| Andigné (d')                                                      | 1771 et 1787 | Valette, Piot                                              |
| Andlau (d')                                                       | 1738, 1764, 1773 et 1787 | Valette, Piot                                              |
| Apchier (d')                                                      | | Bluche                                                     |
| Arces (d')                                                        | 1772 | Valette, Piot                                              |
| Arcy (d')                                                         | 1777 | Valette, Piot                                              |
| Arenberg (d')                                                     | 1749, 1767, 1771, 1774, 1776 et 1785 | Valette, Piot                                              |
| Argentré (d')                                                     | | Valette                                                    |
| Argouges (d')                                                     | 1761 et 1768 | Valette, Piot                                              |
| Asnières (d')                                                     | 1782, 1783 et 1785 | Valette, Piot                                              |
| Astorg (d')                                                       | avant 1771, 1783 et 1786 | Valette, Piot                                              |
| Aumale (d')                                                       | 1775 et 1776 | Valette, Piot                                              |
| Authier (du)                                                      | 1779 et 1787 | Valette, Piot                                              |
| Autier de La Rochebriant (d')                                     | 1782 | Valette, Piot                                              |
| Autier de La Villemontier                                         | 1781 | Jougla (t. I, no 2003)                                     |
| Aux (d')                                                          | 1787 | Jougla (t. I, no 2071)                                     |
| Aux de Lescout (d')                                               | 1784 | Valette, Piot                                              |
| Barrin de Fromenteau                                              | 1787 | Jougla (t. I, no 3122)                                     |
| Baudéan                                                           | dates | Valette                                                    |
| Bauffremont (de)                                                  | 1737, 1739, 1745, 1768 et 1786 | Valette, Piot                                              |
| Bausset Roquefort Duchaine d'Arbaud (de)                          | dates | Valette                                                    |
| Beaumont (de) (d'Autichamps, Verneuil d'Auty, du Repaire, Beynac) | 1758, 1761, 1765, 1771, 1773, 1781, 1782, 1783, 1784, 1785 et 1786                                                                             | Valette, Piot                                              |
| Beaupoil de Saint-Aulaire (de)                                    | 1779 et 1781 | Valette, Piot, Jougla (t. II, no 3718)                     |
| Beauxoncles (de)                                                  | 1789 | Jougla (t. II, no 3782)                                    |
| Becdelièvre (de)                                                  | 1775 | Valette, Piot                                              |
| Bellouan d'Avaugour (de)                                          | 1789 | Jougla (t. II, no 4019)                                    |
| Belloy de Saint-Lienard (de)                                      | 1789 | Valette, Piot ; Jougla (t. II, no 4023)                    |
| Belsunce (de)                                                     | 1737, 1745, 1751, 1758, 1762, 1763, 1771, 1779 et 1785                                                                                         | Valette, Piot                                              |
| Béon (de)                                                         | dates | Bluche                                                     |
| Besse de La Richardie (de)                                        | 1754 | Jougla (t. II, no 4610)                                    |
| Bernis (de)                                                       | voir Pierre de Bernis (de) |                                                            |
| Biencourt (de)                                                    | 1781 | Piot ; Jougla (t. II, no 4759)                             |
| Blaisel (du) - olim Le Canut du Blaisel                           | 1789 | Jougla (t. II, no 4919)                                    |
| Boberil (du)                                                      | 1788 | Valette, Piot                                              |
| Bochart de Champigny                                              | 1789 | Jougla (t. II, no 5131)                                    |
| Boisgelin (de)                                                    | 1758, 1759, 1760, 1762, 1764, 1769, 1785 et 1788                                                                                               | Valette, Piot                                              |
| Bonneval (de)                                                     | 1786 et 1789 | Valette, Piot                                              |
| Bonnin de La Bonninière de Beaumont                               | 1786 | Valette, Piot                                              |
| Bouillé (de) et Bouillé du Chariol (du)                           | 1763, 1765 et 1786 | Valette, Piot                                              |
| Bourbon-Busset (de)                                               | 1753, 1767, 1772 et 1773 | Valette, Piot                                              |
| Bourgeois de Boynes                                               | 1771 et 1775 | Valette, Piot                                              |
| Briey (de)                                                        | 1768 | Valette, Piot                                              |
| Broc (de)                                                         | 1777 et 1778 | Valette, Piot                                              |
| Broglie (de)                                                      | 1746, 1747, 1750, 1752, 1753, 1754, 1756, 1770, 1771, 1779, 1782, 1785 et 1786                                                                 | Valette, Piot                                              |
| Bruyères-Chalabre (de)                                            | 1781 | Bluche                                                     |
| Budes de Guébriant                                                | 1766 et 1774 | Valette, Piot                                              |
| Butler (de) et Butler d'Ormond (de)                               | 1747 | Valette, Piot                                              |
| Cadoine de Gabriac (de)                                           | 1789 | Valette                                                    |
| Carbonnières de Saint-Brice (de)                                  | 1786 | Valette                                                    |
| Cardevac d'Havrincourt (de)                                       | 1770 | Valette                                                    |
| Cassagne de Beaufort de Miramon                                   | 1771 | Valette                                                    |
| Castellane (de)                                                   | 1750, 1754, 1755, 1760, 1778, 1781, 1784, 1785 et 1787                                                                                         | Valette                                                    |
| Caumont La Force (de)                                             | avant 1732, 1767, avant 1771, en 1788 et 1789                                                                                                  | Valette, Piot                                              |
| Caupenne (de) et Caupenne d'Aspremont (de)                        | 1766 et 1778 | Valette, Piot                                              |
| Certaines (de)                                                    | 1788 | Valette                                                    |
| Chabannes (de)                                                    | 1759, 1760, 1782, 1784 et 1787 | Bluche, Valette                                            |
| Chabot (de)                                                       | 1778 | Valette                                                    |
| Charry (de)                                                       | 1787 et 1788 | Piot, Valette                                              |
| Chasteigner (de)                                                  | 1776 et 1780 | Valette                                                    |
| Chastellier                                                       | dates | Valette                                                    |
| Chastellux (de)                                                   | 1765, 1768, 1773 et 1787 | Bluche, Piot, Valette                                      |
| Chastenet de Puységur (de)                                        | 1734, 1753, 1778, 1779, 1780, 1781 et 1789 | Piot, Valette                                              |
| Chateauneuf-Randon du Tournel(de)                                 | avant 1732, en 1734, 1737 et 1783 | Piot, Valette                                              |
| Chaumont-Quitry (de)                                              | 1754, 1784 et 1787 | Piot, Valette                                              |
| Chaunac-Lanzac (de)                                               | 1787 | Piot, Valette                                              |
| Chauvelin                                                         | 1765, 1767 et 1785 | Saint-Allais (1835)                                        |
| Chauveron (de)                                                    | 1777 et 1784 | Valette                                                    |
| Chauvigny de Blot (de)                                            | 1751, 1787 et 1789 | Piot, Valette                                              |
| Chavagnac (de)                                                    | 1739, 1771 et 1785 | Valette                                                    |
| Chérisey (de)                                                     | 1767, 1768, 1783 et 1786 | Valette                                                    |
| Chevigné (de)                                                     | 1774, 1785 et 1786 | Valette                                                    |
| Choiseul (de)                                                     | 1733 | Bluche, Valette                                            |
| Clermont-Tonnerre (de)                                            | 12 fois dont en 1759, 1761, 1779, 1781, 1782, 1782, 1785, 1787,                                                                                | Bluche, Valette, Courcelles                                |
| Coëtlogon (de)                                                    | 1771, 1781 et 1784 | Valette                                                    |
| Colbert (de)                                                      | 1748, 1758, 1759, 1763, 1764, 1768, 1770, 1772, 1778, 1782 et 1787                                                                             | Valette                                                    |
| Contades (de)                                                     | 1784, 1787, 1788 | Valette                                                    |
| Cordon (de)                                                       | dates | Valette                                                    |
| Cosnac (de)                                                       | 1782 et 1783 | Bluche, Jougla (t. 3, no 11276), Piot, Valette             |
| Cossart d'Espiès (de)                                             | 1756 | Valette                                                    |
| Cossé-Brissac (de)                                                | avant 1732, 1737, 1744, 1757, 1760, 1761, 1763, 1765, 1766, 1770, 1771, 1781, 1784, 1785                                                       | Piot, Valette                                              |
| Coucy (de)                                                        | 1776 | Bluche, Jougla (t. 3, no 11398)                            |
| Coulibeuf de Blocqueville (de)                                    | 1788 | Bluche, Jougla (t. 3, no 11398)                            |
| Courcy (de)                                                       | 1783 | Jougla, VAlette                                            |
| Crécy (de)                                                        | dates | Valette                                                    |
| Croismare (de)                                                    | 1775, 1783, 1785 | De Magny, M.                                               |
| Croÿ (de)                                                         | 1738, 1739, 1741, 1751, 1762, 1763, 1764, 1767, 1780, 1787 et 1789                                                                             | Valette, Piot                                              |
| Crussol (de)                                                      | avant 1732, 1737, 1740, 1750, 1752, 1753, 1755, 1760, 1770, 1772, 1773, 1777 et 1778                                                           | Piot, Valette                                              |
| Cugnac (de)                                                       | 1784 | Valette                                                    |
| Curières de Castelnau (de)                                        | 1773 | Valette                                                    |
| Damas (de), (d'Anlezy, de Cormaillon)                             | treize fois entre 1754 et 1784 | Bluche, Valette, Piot                                      |
| Diesbach de Belleroche (de)                                       | 1773 | Valette, Piot                                              |
| Dillon                                                            | 1750, 1769, 1770, 1775, 1777, 1785 et 1788 | Valette, Piot                                              |
| Doynel de La Sausserie et de Saint-Quentin                        | 1786 | Valette, Piot                                              |
| Drée (de)                                                         | 1782 et 1783 | Valette, Piot                                              |
| Dresnay (du)                                                      | 1783 et 1785 | Valette, Piot                                              |
| Dreux-Brézé (de)                                                  | date | Valette                                                    |
| Durfort (de) et Durfort-Civrac (de)                               | avant 1732, et vingt-deux fois entre 1737 et 1788                                                                                              | Bluche, Valette, Piot                                      |
| Escotais (des) (de Chantilly)                                     | 1767, 1770, 1775 | Borel, Lainé, Izarny                                       |
| Esparbès (d')                                                     | dates | Bluche                                                     |
| Espinay-Saint-Luc (d')                                            | 1768 et 1774 | Bluche, Valette, Piot                                      |
| Estaing (d')                                                      | 1784 et 1785 | Bluche                                                     |
| Estampes (d')                                                     | 1771, 1784 et 1785 | Valette, Piot                                              |
| Esterno (d')                                                      | 1767, 1769, 1772 et 1789 | Valette                                                    |
| Estutt d'Assay (d')                                               | dates | Valette                                                    |
| Faubournet de Montferrand (de)                                    | 1777 et 1783 | Valette, Piot                                              |
| Faucigny-Lucinge (de)                                             | 1785 et 1787 | Valette, Piot                                              |
| Faydit de Terssac (de)                                            | 1788 | Valette, Piot                                              |
| Ferron (de)                                                       | | Valette                                                    |
| Ficquelmont (de)                                                  | 1777 et 1789 | Bluche, Valette                                            |
| Fontanges (de), Fontanges de Couzan (de)                          | 1787 et 1788 | Valette, Piot                                              |
| Forges de Parny (de)                                              | 1783 et 1786 | Valette, Piot                                              |
| Foucauld (de) (de Pontbriand et de Malembert)                     | 1765, 1769 et 1788 | Valette, Piot                                              |
| Freslon de La Freslonnière (de)                                   | | Valette                                                    |
| Frotier (de La Messelière, de la Coste-Messelière, de Bagneux)    | 1754, 1780 et 1782 | Valette, Piot                                              |
| Fumel (de)                                                        | 1753, 1769, 1770, 1773, 1774, 1776 | Valette, Piot                                              |
| Gayardon de Fenoyl (de)                                           | 21.9.1787 |                                                            |
| Galard Terraube, Galard de Bearn, Galard de Brassac de Bearn (de) | 1783 (branche Gallard Terraube) ; 1739, 1765, 1766, 1768, 1783 et 1786 (branche Galard de Bearn et Galard de Brassac de Bearn)                 | Valette, Piot                                              |
| Gantès (de)                                                       | 1765 | Valette                                                    |
| Gestas de Lesperoux (de)                                          | en 1781 et 1786 | Valette                                                    |
| Gibon (de)                                                        | 1788 | Valette                                                    |
| Ginestous (de)                                                    | 1781, 1782 et 1785 | Valette                                                    |
| Gironde (de)                                                      | 1770 et 1779 | Valette                                                    |
| Goësbriand (de)                                                   | avant 1732, en 1750 et 1752 | Piot, Valette                                              |
| Gontaut-Biron (de)                                                | dates | Bluche, Valette                                            |
| Gouffier (de)                                                     | dates | Bluche                                                     |
| Gouvello (de)                                                     | 1788 | Valette                                                    |
| Goyon-Matignon (de)                                               | dates | Valette                                                    |
| Grammont (de)                                                     | dates | Valette                                                    |
| Gramont (de)                                                      | dates | Valette                                                    |
| Granges de Surgères (de)                                          | dates | Valette                                                    |
| Grasse (de)                                                       | dates | Valette                                                    |
| Grouchy (de)                                                      | 1785 et 1787 | Valette                                                    |
| Harcourt (d')                                                     | dates | Valette                                                    |
| Hoffelize (d')                                                    | dates | Valette                                                    |
| Houdetot (d')                                                     | dates | Valette                                                    |
| Isle de Beauchaine                                                | dates | Valette                                                    |
| Jourda de Vaux de Foletier                                        | dates | Valette                                                    |
| Joussineau de Tourdonnet (de)                                     | dates | Valette                                                    |
| Kergorlay (de)                                                    | dates | Valette                                                    |
| Keroüartz (de)                                                    | dates | Valette                                                    |
| La Bédoyère (Huchet de)                                           | 1784 | Valette                                                    |
| La Bourdonnaye (de)                                               | dates | Valette                                                    |
| Labriffe (de)                                                     | 1789 | Valette                                                    |
| La Châtre (de)                                                    | 1738 à 1787 | Bluche                                                     |
| La Couldre de La Bretonnière (de)                                 | 1789 | Bluche, Jougla (t. 3, no 11459)                            |
| La Croix de Castries (de)                                         | 1744, 1753, 1776 et 1786 | Valette                                                    |
| La Cropte de Chantérac (de)                                       | dates |                                                            |
| La Fare (de)                                                      | dates | Bluche, Valette                                            |
| La Forest Divonne (de)                                            | 1773 et 1787 | Bluche, Valette                                            |
| La Guiche (de)                                                    | dates | Bluche                                                     |
| Laguiche (de)                                                     | 1776 et 1777 | Valette                                                    |
| La Laurencie (de)                                                 | 1786 | Valette                                                    |
| Lambertye (de)                                                    | dates | Valette                                                    |
| Lambilly (de)                                                     | dates | Valette                                                    |
| Lameth (de)                                                       | dates | Valette                                                    |
| La Moussaye (de)                                                  | dates | Valette                                                    |
| La Myre-Mory (de)                                                 | dates | Valette                                                    |
| La Panouse (de)                                                   | dates | Valette                                                    |
| La Rivière d'Auge                                                 | dates | Valette                                                    |
| La Roche-Saint-André (de)                                         | 1787 | Valette                                                    |
| La Roche-Aymon (de)                                               | dates | Bluche                                                     |
| La Rochefoucauld (de)                                             | dates | Bluche, Valette                                            |
| La Rochelambert-Montfort (de)                                     | dates | Valette                                                    |
| La Salle (de)                                                     | dates | Valette                                                    |
| Las Casas                                                         | dates | Valette                                                    |
| Lasterie (de)                                                     | dates | Valette                                                    |
| Lastic Saint-Jal (de)                                             | dates | Valette                                                    |
| La Teyssonnière (de)                                              | dates | Valette                                                    |
| La Tour du Pin (de)                                               | dates | Valette                                                    |
| La Tourette                                                       | dates | Valette                                                    |
| La Tremoïlle (de)                                                 | dates | Bluche                                                     |
| Lau (du)                                                          | 1757, 1769, 1770, 1773, 1785 | Valette                                                    |
| Lavaulx (de)                                                      | dates | Valette                                                    |
| Leclerc de Juigné                                                 | 1770 et 1783 |                                                            |
| Le Compasseur Créqui Montfort de Courtivron                       | dates | Valette, famille non admise selon Gustave Chaix d'Est-Ange |
| Le Gentil de Rosmorduc                                            | 1787 | Bluche, Valette                                            |
| Le Pelletier de Rosanbo                                           | dates | Valette                                                    |
| Lespinasse-Langeac (de)                                           | dates | Bluche                                                     |
| Lesquen (de)                                                      | dates | Valette                                                    |
| Le Tonnelier de Breteuil                                          | dates | Valette                                                    |
| Le Viconte de Blangy                                              | 1765, 1779 et 1784 |                                                            |
| Lévis-Mirepoix (de)                                               | dates | Bluche, Valette                                            |
| Lignard de Lussac (de)                                            | dates | Valette                                                    |
| Ligniville (de)                                                   | dates | Valette                                                    |
| Liniers                                                           | dates | Valette                                                    |
| Lubersac (de)                                                     | dates | Valette                                                    |
| Luppé (de)                                                        | dates | Valette                                                    |
| Lur-Saluces (de)                                                  | dates | Valette                                                    |
| Maillé (de)                                                       | dates | Valette                                                    |
| Mailly-Nesle (de)                                                 | dates | Valette                                                    |
| Malet de La Jorie (de)                                            | dates | Valette                                                    |
| Mancini                                                           | dates | Pauchet                                                    |
| Marcieu                                                           | dates | Valette                                                    |
| Marguerye (de)                                                    | dates | Valette                                                    |
| Mas de Paysac (du)                                                | 1790 (dernière famille reçue) | Bluche, Piot                                               |
| Mauléon (de                                                       | dates | Valette                                                    |
| Maupeou (de)                                                      | 1764, 1771 et 1772 | Valette                                                    |
| Menou (de)                                                        | dates | Valette                                                    |
| Merle (du)                                                        | 1788 | Valette                                                    |
| Merode (de)                                                       | dates | Valette                                                    |
| Mesnard-Maynard (de)                                              | dates | Valette                                                    |
| Messey (de)                                                       | dates | Valette                                                    |
| Miorcec de Kerdanet                                               | 1788 | Saint-Allais                                               |
| Monstiers (des)                                                   | dates | Valette                                                    |
| Montaignac de Chauvance (de)                                      | dates | Valette                                                    |
| Montaigu (de)                                                     | dates | Valette                                                    |
| Montalembert (de)                                                 | dates | Valette                                                    |
| Montault (de)                                                     | dates | Valette                                                    |
| Montboisier-Beaufort-Canillac (de)                                | dates | Bluche, Valette                                            |
| Montécler (de)                                                    | dates | Bluche, Valette                                            |
| Montesquiou-Fezensac (de)                                         | dates | Valette                                                    |
| Montesson (de)                                                    | dates | Valette                                                    |
| Montessus                                                         | dates | Valette                                                    |
| Monteynard (de)                                                   | 1756,1767,1771,1789 | Valette                                                    |
| Montmorency (de)                                                  | dates | Bluche, Valette                                            |
| Montrognon de Salvert (de)                                        | 1770 | Valette                                                    |
| Morant (de                                                        | dates | Valette                                                    |
| Moustier (de)                                                     | dates | Valette                                                    |
| Moÿ de Sons (de)                                                  | dates | Valette                                                    |
| Mun (de)                                                          | dates | Valette                                                    |
| Murat de Lestang                                                  | dates | Valette                                                    |
| Navailles-Labatut                                                 | dates | Valette                                                    |
| Nettencourt-Vaubecourt                                            | dates | Valette                                                    |
| Nicolay (de)                                                      | dates | Valette                                                    |
| Noailles (de)                                                     | dates | Bluche, Valette                                            |
| Noë                                                               | dates | Valette                                                    |
| Oillamson (d')                                                    | dates | Valette                                                    |
| O'Kelly                                                           | dates | Valette                                                    |
| O'Mahony                                                          | dates | Valette                                                    |
| Orléans de Rère (d')                                              | dates | Valette                                                    |
| Parc (du)                                                         | dates | Valette                                                    |
| Pardieu (de)                                                      | dates | Valette                                                    |
| Pechpeyrou-Comminges de Guitaut (de)                              | dates | Valette                                                    |
| Péguilhan de Larboust de Thermes (de)                             | 1751 | Valette                                                    |
| Pellevé (de)                                                      | dates | Bluche                                                     |
| Penfentenyo de Cheffontaines (de)                                 | 1788 | Valette                                                    |
| Percin (de)                                                       | dates | Valette                                                    |
| Pérusse des Cars (de)                                             | dates | Valette                                                    |
| Pins (de)                                                         | 1789 | Valette                                                    |
| Plessis de Grenédan (du)                                          | dates | Valette                                                    |
| Pluvié (de)                                                       | 1786 | Valette                                                    |
| Polignac (de)                                                     | dates | Bluche, Valette                                            |
| Pons (de)                                                         | dates | Bluche                                                     |
| Pontavice (du)                                                    | 1788 | Valette                                                    |
| Pont d'Aubevoye (du)                                              | 1789 | Potier de Courcy                                           |
| Poulpiquet du Halgouët (de)                                       | 1788 | Valette                                                    |
| Poret (de)                                                        | dates | Valette                                                    |
| Pracomtal (de)                                                    | dates | Valette                                                    |
| Prévost de Sansac de Traversay                                    | dates | Valette                                                    |
| Prunelé (de)                                                      | dates | Bluche, Valette                                            |
| Puget de Barbentane (de)                                          | 1753, 1769, 1778 et 1783 | Source                                                     |
| Puy-Montbrun (du)                                                 | 1788 Famille éteinte | Borel d'Hauterive,Saint-Allais,Jougla                      |
| Puy de la Riverolle (du) « vicomte du Puy-Melgueil »,             | 1789 Famille éteinte | Jougla,du Puy de Clinchamps,Borel d'H.                     |
| Quatrebarbes (de)                                                 | 1786 | Valette                                                    |
| Quelen (de)                                                       | dates | Valette                                                    |
| Quengo de Tonquédec (de)                                          | dates | Valette                                                    |
| Rafélis de Saint-Sauveur (de)                                     | dates | Valette                                                    |
| Raincourt (de)                                                    | dates | Valette                                                    |
| Rarécourt de La Vallée de Pimodan (de)                            | 1766 | Valette                                                    |
| Riquet de Caraman (de)                                            | 1770, 1786 et 1789 | Valette                                                    |
| Rochechouart (de), Rochechouart de Mortemart (de)                 | 1732, 1738, 1751, 1752, 1756, 1757, 1764, 1772, 1773, 1774, 1776, 1779, 1780 et 1783                                                           | Bluche, Valette                                            |
| Robien (de)                                                       | 1787 | Valette                                                    |
| Rodez-Bénavent (de)                                               | 1788 | Valette, Jougla (t. II, no 4070)                           |
| Roffignac (de)                                                    | dates | Valette                                                    |
| Rohan (de)                                                        | dates | Bluche                                                     |
| Rohan-Chabot (de)                                                 | dates | Valette                                                    |
| Roquefeuil et du Bousquet (de)                                    | 19 avril 1755, janvier 1756, 26 mars 1771, mai 1771, 13 août 1771, 4 mars 1773 et 28 mars 1777.                                                | Valette                                                    |
| Rougé (de)                                                        | dates | Valette                                                    |
| Rouillé d'Orfeuil (de)                                            | dates | Valette                                                    |
| Rouvroy de Saint-Simon (de)                                       | 1738, 1756, 1762, 1769, 1774, 1783 et 1788 | Valette                                                    |
| Roux de Chevrier de Varennes de Bueil (du)                        | dates | Valette                                                    |
| Sabran (de)                                                       | | Bluche                                                     |
| Sade (de)                                                         | 1763, 1766 et 1785 | Valette                                                    |
| Saint-Exupéry (de)                                                | dates | Valette                                                    |
| Sainte-Hermine (de)                                               | dates | Valette                                                    |
| Saintignon (de)                                                   | dates | Valette                                                    |
| Sainte-Marie d'Agneaux (de)                                       | 1778 | Valette                                                    |
| Saint-Marsault                                                    | dates | Valette                                                    |
| Saint-Pern (de)                                                   | dates | Valette                                                    |
| Saint-Phalle (de)                                                 | dates | Valette                                                    |
| Saint-Pierre (Meherenc)                                           | dates | Valette                                                    |
| Salvert-Montrognon (de)                                           | dates | Valette                                                    |
| Sartiges (de)                                                     | dates | Valette                                                    |
| Saulx-Tavannes (de)                                               | dates | Bluche                                                     |
| Scey-Montbéliard (de)                                             | dates | Valette                                                    |
| Seguins (de)                                                      | dates | Valette                                                    |
| Ségur (de)                                                        | dates | Valette                                                    |
| Sesmaisons (de)                                                   | dates | Valette                                                    |
| Sinéty (de)                                                       | dates | Valette                                                    |
| Sommyèvre                                                         | dates | Valette                                                    |
| Sparre (de)                                                       | dates | Valette                                                    |
| Testu de Balincourt                                               | 1769 | Valette                                                    |
| Thibault de La Carte de La Ferté-Sénectère                        | 1780 | Valette                                                    |
| Thy de Milly (de)                                                 | dates | Valette                                                    |
| Tillaud (de)                                                      | dates | Bluche                                                     |
| Tilly-Blaru (de)                                                  | dates | Bluche                                                     |
| Tinténiac (de)                                                    | dates | Valette                                                    |
| Toucheboeuf-Beaumond (de)                                         | dates | Valette                                                    |
| Toulouse-Lautrec (de)                                             | dates | Valette                                                    |
| Tournemire (de)                                                   | 1778 | Valette                                                    |
| Trolong du Rumain (de)                                            | dates | Valette                                                    |
| Turenne d'Aynac (de)                                              | dates | Valette                                                    |
| Yzarn de Freissinet de Valady (d')                                | 1785 | sources                                                    |
| Vannoise                                                          | dates | Valette                                                    |
| Vanssay (de)                                                      | dates | Valette                                                    |
| Vasselot                                                          | 1789 | Valette                                                    |
| Vassinhac d'Imécourt (de)                                         | dates | Valette                                                    |
| Venevelles                                                        | dates | Valette                                                    |
| Verdalle                                                          | dates | Valette                                                    |
| Vibraye (de)                                                      | dates | Valette                                                    |
| Villelume (de)                                                    | dates | Valette                                                    |
| Villeneuve-Trans (de)                                             | dates | Bluche                                                     |
| Villeneuve (Languedoc)                                            | dates | Valette                                                    |
| Villeneuve (Provence)                                             | dates | Valette                                                    |
| Vincens de Causans (de)                                           | dates | Valette                                                    |
| Vintimille du Luc (de)                                            | dates | Bluche                                                     |
| Virieu (de)                                                       | dates | Valette                                                    |
| Viry (de)                                                         | 1763 | Valette                                                    |
| Voguë (de)                                                        | dates | Valette                                                    |
| Voyer de Paulmy d'Argenson                                        | dates | Valette                                                    |
| Waldner de Freundstein (de)                                       | dates | Valette                                                    |
| Wall (de)                                                         | dates | Valette                                                    |
| Walsh de Serrant                                                  | dates | Valette                                                    |